# 牧水の滝

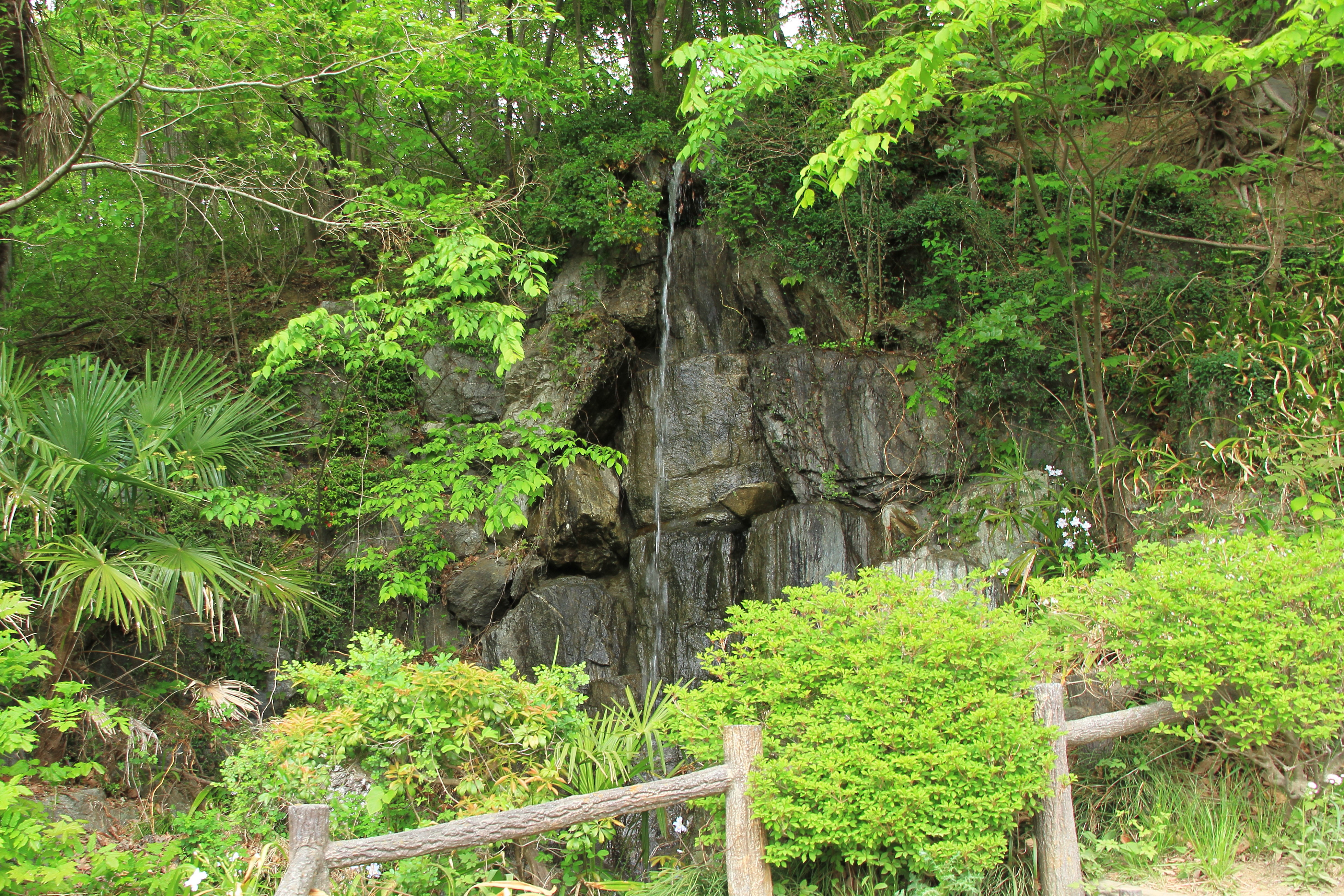
牧水の滝

牧水の滝（ぼくすいのたき）とは、埼玉県秩父市の羊山公園の麓から中腹にある滝の事である。

## 牧水と秩父
歌人である若山牧水の故郷は宮崎県であるが、たびたび秩父地方を訪れて歌と紀行文を残している。
最初に秩父に訪れた記録は、1917年（大正6年）11月で、96首の大作が「秩父の秋」と題して『溪谷集』1918年（大正7年）に収められている。1920年（大正9年）4月に、熊谷から長瀞、秩父、名栗を回った旅「秩父の春」39首は『くろ土』1921年（大正10年）に収められている。
またよく知られている「溪より溪へ」は、この旅の紀行文である。
この旅で読んだ作品に次のようなものがある。
秩父町出はづれ来れば機をりのうたごゑつゞく古りし家竝に
この作品は歌碑として「牧水の滝」にあり、碑は滝の下に、市街に向いて建てられている。
「溪より溪へ」に「小さな坂を登るとうす黒くものさびた秩父の一すぢ町がやゝ遠く見下された」とあるが、牧水の滝の歌碑から少し高台に登ってみると、ちょうど牧水が描いたような風景が広がっている。「機をりのうた」とは「織物工場の音」の事で、当時の秩父地方は絹織物（秩父銘仙）の生産が盛んであった。

## 付近の観光名所
- ちちぶ銘仙館（徒歩3分）
- 羊山公園芝桜の丘（徒歩10分）
- 秩父神社（徒歩15分）
- 秩父三十四箇所